# Rivière Creuse
Rivière Creuse är ett vattendrag i Kanada.   Det ligger i provinsen Québec, i den sydöstra delen av landet, 300 km öster om huvudstaden Ottawa.
Omgivningarna runt Rivière Creuse är en mosaik av jordbruksmark och naturlig växtlighet. Runt Rivière Creuse är det glesbefolkat, med 8 invånare per kvadratkilometer.